# 黑太陽 (符號)
黑太阳 是一种太阳轮符號，在后纳粹德国语境中被新纳粹分子 、其他极右组织和一些神秘的亚文化，如撒旦主义所採用。 
黑太陽首次出現在纳粹德国，作为海因里希·希姆莱所改造和擴建的一座城堡維威爾斯堡中的設計元素。希姆萊希望該城堡成為黨衛隊的中心。符号由十二个放射狀的希葛盧恩所組成，类似于黨衛隊所使用的盧恩字母徽章。该符号在SS中是否具有名称或任何特定意义仍然未知，它与“黑太阳”的神秘概念有所联系並得到這個名稱，只是來源自于1991年首次出版的一部德国小说。

## 維威爾斯堡的马赛克

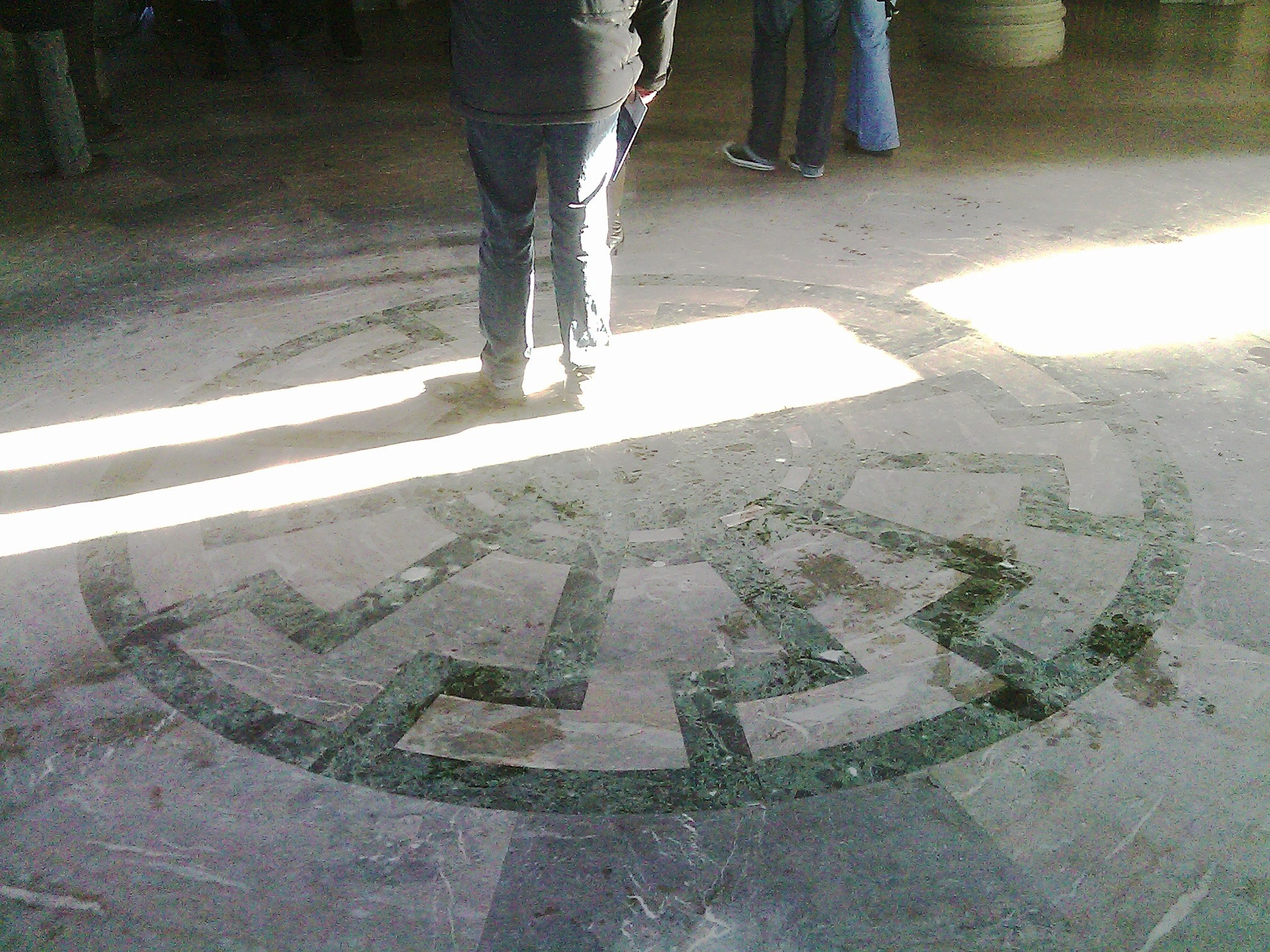
位于維威爾斯堡北塔一楼的前黨衛隊将军大廳的地板，在大厅中央有黑太陽符號的深绿色马赛克

1933年， 海因里希·希姆莱收购了德国帕德博恩附近的維威爾斯堡，並打算将建筑物变成黨衛隊的中心。在1936年至1942年，希姆莱下令扩建并重建城堡，以作仪式之用。 

用作SS的标志的希葛盧恩。

在希姆萊改造後的維威爾斯堡中，北塔的前黨衛隊将军大厅（德语： Obergruppenführersaal ）的白色大理石地板上，鑲嵌著一個深綠色的黑太陽符號。這個設計的原意仍然未知，但設計者可能从墨洛溫王朝的裝飾鐵碟（ Zierscheibe ）中找到了灵感。 

在維威爾斯堡的北塔看到的「黑太阳」符号。

1991年，化名拉塞尔·麦克劳德（Russell McCloud）所著的神秘惊悚小说Die Schwarze Sonne von Tashi Lhunpo 首次将維威爾斯堡中的马赛克符號与新纳粹概念“黑太阳”联系起来。這個概念由前党卫军官员威廉·兰迪格 （ Wilhelm Landig）發明，作為万字符（「卍」）的替代品，以及被認定為可以革新雅利安人種的神秘能源的象征。 

## 於撒旦教会的使用
如同纳粹时代其他符号，如狼之鈎、希葛盧恩和骷髅頭，黑太阳被撒旦教會的追隨者及其他撒旦教徒使用。  

## 新纳粹主义、白人民族主义和另類右翼
黑太阳符号经常出现在与纳粹神秘圈和其他右翼极端主义团体有关的网站和印刷品上，當中它也被称为太陽輪（Sonnenrad）。 
这個符号一直被新纳粹主義者、新民族主義者、另類右翼和白人民族主义团体所使用，例如在弗吉尼亚州夏洛蒂鎮的團結右翼集会期间的Vanguard America-Texas、澳大利亚的的新纳粹团体Antipodean Resistance，和與新法西斯主義和新納粹主義有廣泛聯繫的烏克蘭社會運動亞速軍團，與俄国派遣参与侵略乌克兰的俄羅斯民族團結黨和魯西奇小組。 
黑太陽符号亦見於基督城清真寺槍擊手的宣言封面上，并被刻在襲击中使用的枪械上。
2022年俄乌战争期间，北约于国际妇女节在其官方推特账户上称赞一名胸前戴着黑太阳的乌克兰士兵为“了不起的女人”，引起爭議。隨後北約立即刪除該推文並表示「刪除該貼文是因為我們發現內容含有官方未查證的符號。」。